# Place du portage

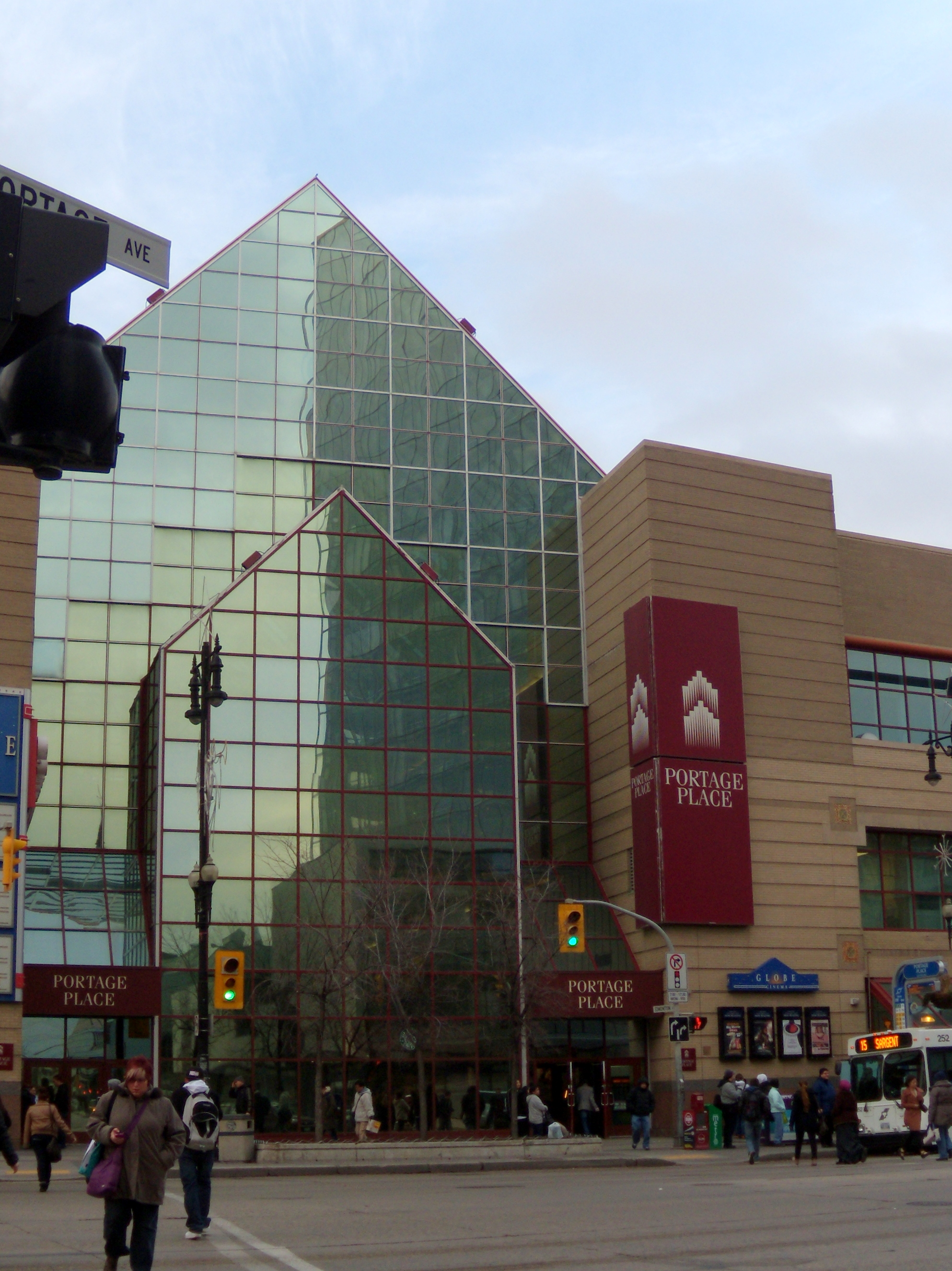
Centre commercial Place du portage sur l'avenue Portage à Winnipeg, Manitoba.

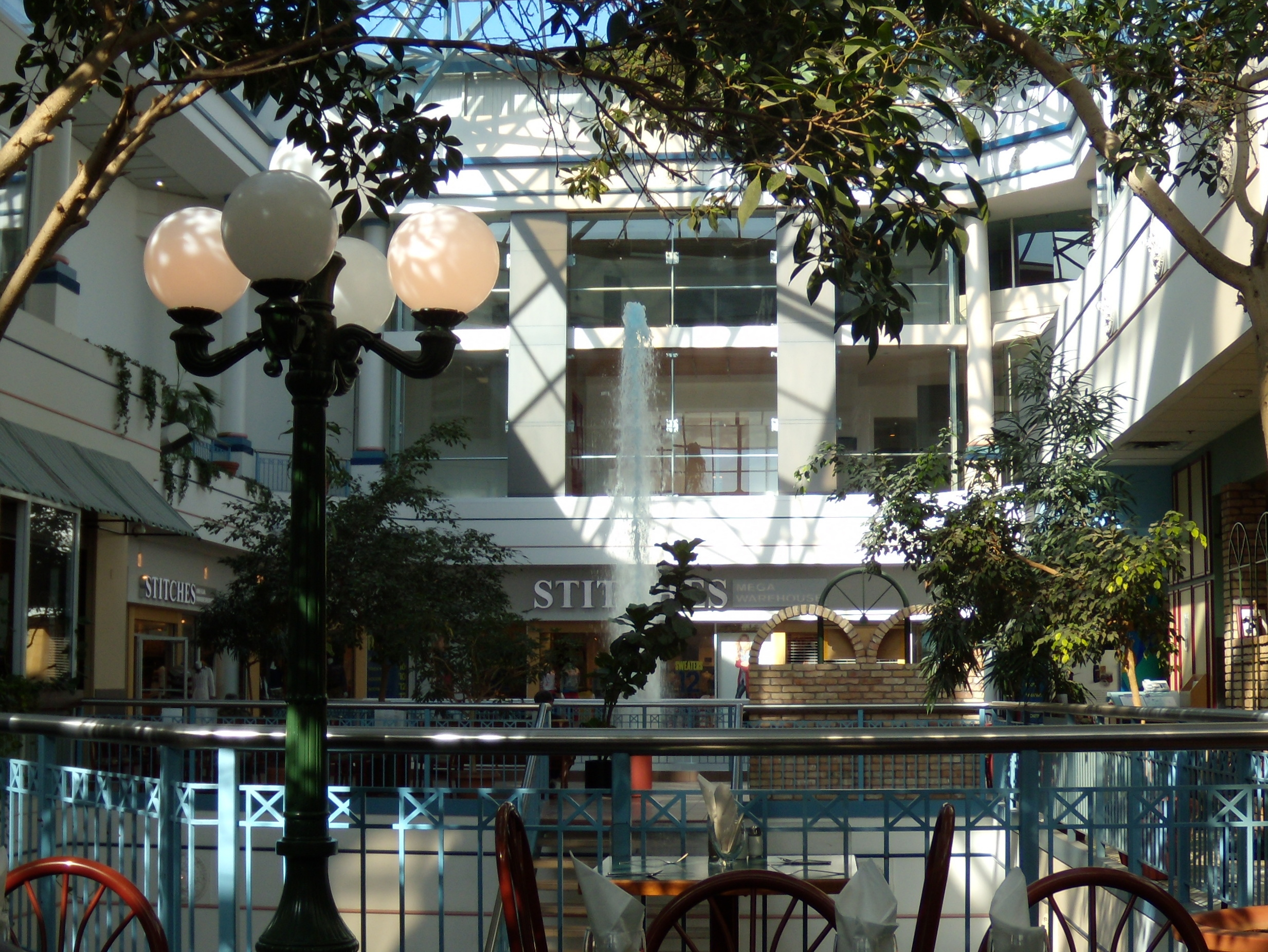
Fontaine dans le centre commercial Place du portage, vu du restaurant Cherry Creek au deuxième étage.

La place du portage est un centre commercial à usage mixte de 4 0840 m2 (439 600 pi2) au centre-ville de Winnipeg au Manitoba, Canada. Il est localisé du côté nord de la rue Portage, entre les rues Vaughan et Carlton. Il a ouvert ses portes le 17 septembre 1987,.

## Histoire
Au début des années 80, l'avenue North Portage était en déclin, en partie à cause de l'attrait de  la banlieue et du stationnement gratuit dans les centres commerciaux à l'extérieur du centre-ville.
En 1981, les trois paliers de gouvernement (municipal, provincial et fédéral) ont créé l'Initiative centre-ville pour contrer ce déclin et reconstruire cette partie de la ville. L'une des propositions de 1983 pour revitaliser le côté nord de l'avenue Portage était de réaligner la chaussée et de construire une nouvelle aréna. Mais cette proposition a été rejetée par le conseil municipal.[réf. nécessaire]
La North Portage Development Corporation a vu le jour à la fin de 1984, et la construction du centre commercial Place du portage a été annoncé . En plus des boutiques, on y trouverait des appartements  qu'on nommera The Promenade. Il y avait parmi les signataires le député fédéral du Manitoba Lloyd Axworthy et le maire de Winnipeg Bill Norrie.
À l'été 1985, les bâtiments de la zone de Place du portage ont été démolis et le centre commercial a ouvert en septembre 1987.
À l'été 1988, à peine un an après son ouverture, on doutait du succès du centre commercial. À l'origine, La Baie et Eaton avaient prolongé leurs heures d'ouverture en début de semaine pour encourager les gens à y faire leurs achats, mais les acheteurs restaient à l'écart. Au lieu de cela, Place du portage est devenu un lieu de rencontre pour les jeunes. Certains propriétaires de magasins ont déclaré qu'après 17h30 il y avait une forte baisse du nombre de clients visitant le centre commercial, et certains locataires voulaient que leur loyer soit réduit,.
Un rapport d'octobre 2007 du Dominion Bond Rating Service (DBRS) à propos de la Place du portage est venu à la conclusion que les flux de trésorerie de la propriété ont continué à être déprimés dans un contexte de baisse des taux de location contractuels moyens. Et que les flux de trésorerie de la propriété pourraient donc ne pas être suffisants pour couvrir son service de la dette lors du refinancement. DBRS a également noté que les propriétaires ont manifesté un engagement envers la propriété et DBRS doute qu'ils soient prêts a céder le contrôle de leur investissement et qu'ils pourraient injecter des capitaux propres pour réduire l'obligation de refinancement.
En 2010, place du portage a converti 13 unités commerciales totalisant 15 000 pi2 (1 394 m2) en espace de bureaux. Le changement étant prévisible en raison d'un taux de vacance de 15%. Les unités choisies pour la conversion étaient celles de l'aile ouest du deuxième étage.
Le Cinéma Imax de la Place du portage a fermé ses portes le 31 mars 2013 et l'espace est demeuré vacant depuis. Le théâtre de 276 places a subi plusieurs années de pertes substantielles avant sa fermeture. Globe Cinema a fermé le 15 juin 2014.
Une rénovation complète de la Place du portage a été annoncée en 2019, avec de nouvelles unités résidentielles, de bureaux et de boutiques, reconfigurant la conception obsolète existante.

## Disposition

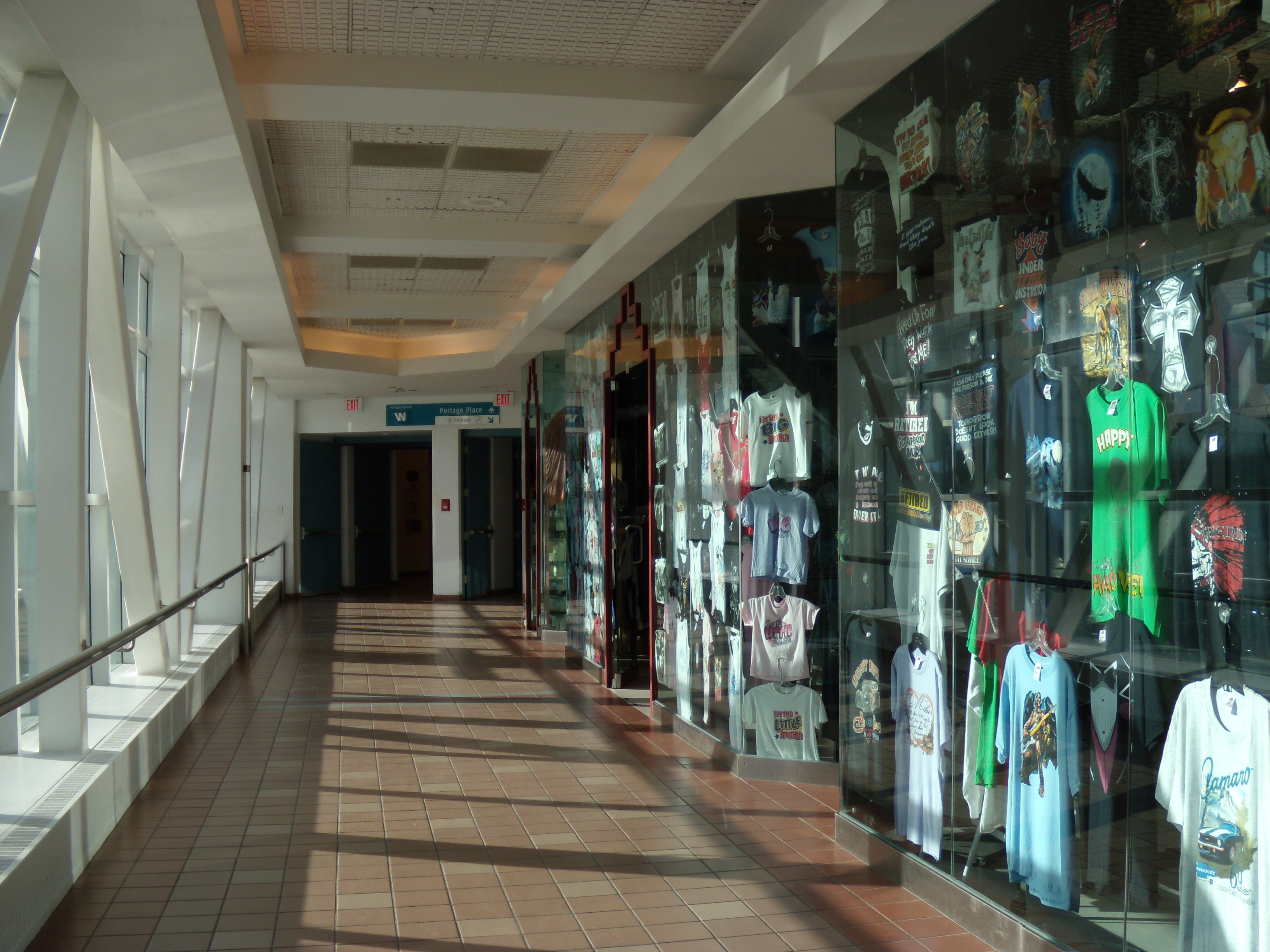
Boutiques de la passerelle Winnipeg reliant Place du portage au bâtiment Hydro

La Place du portage s'étend sur trois étages, totalisant 439 600 pi2 (40 840 m2). Les magasins phares comprennent un Stapples et un Shoppers Drug Mart. La Place du portage est réputée pour ses passerelles, reliant Cityplace, Bell MTS Place et la Baie. Il y a aussi des magasins situés sur les passerelles.
En 2013, Service Canada a déménagé son bureau du centre-ville de Winnipeg au premier étage de la Place du portage.

## Horloge de la cour d'Edmonton

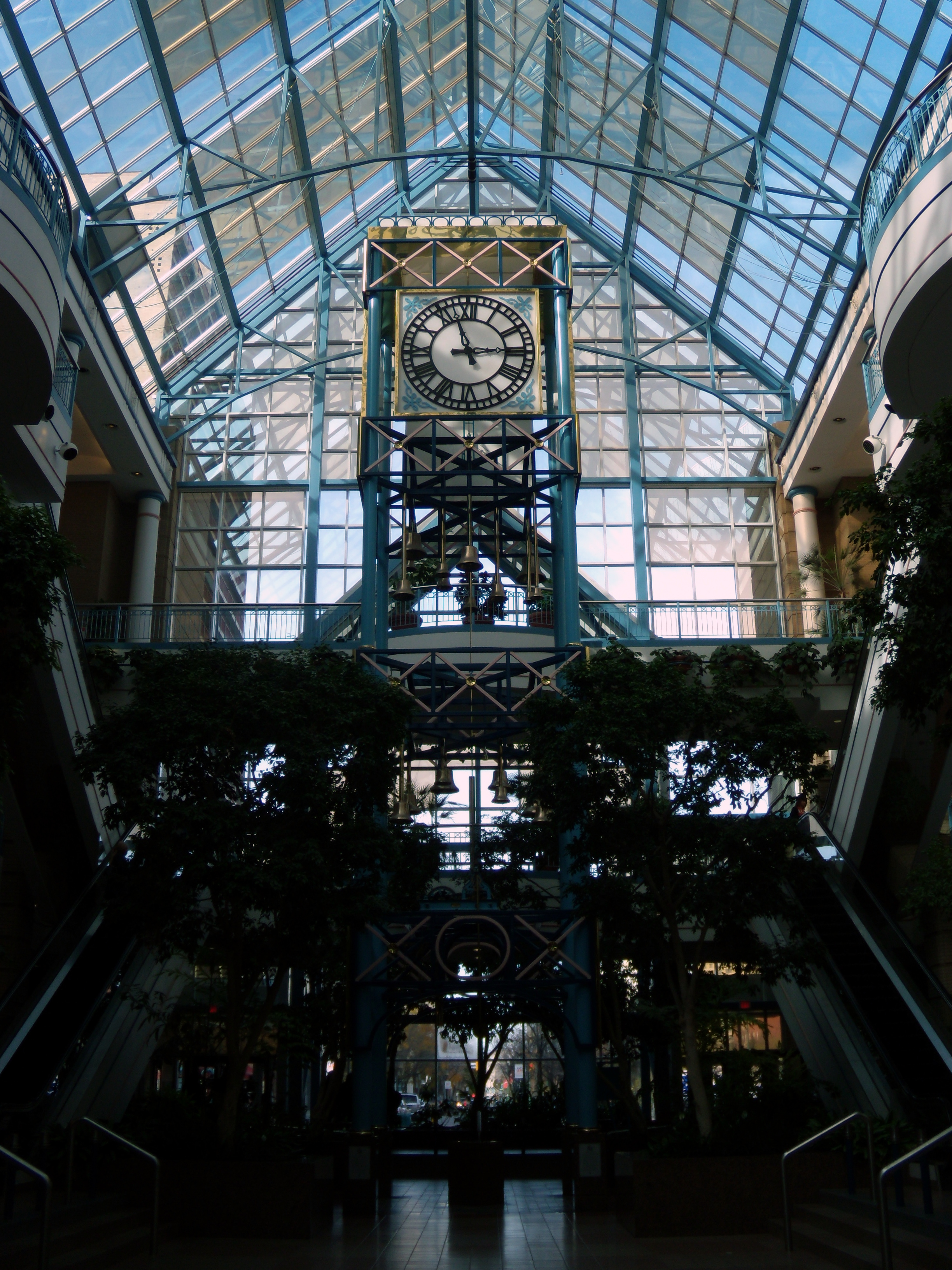
Tour de l'horloge dans la cour d'Edmonton.

Une tour d'horloge a été construite dans la cour d'Edmonton de la Place du portage. Certaines parties de l'horloge, construite à l'origine pour être placé dans le dôme de l'hôtel de ville, remontent à 1903.
L'horloger Seth Thomas Company et un bijoutier local, George Andrew d'Andrew and Co., ont obtenu le contrat d'acheter et d'installer l'horloge.
L'horloge originale de l'hôtel de ville avait quatre cadrans en verre broyés, chacun de 7 pieds (2,1336 m) de diamètre. Les poids d'origine utilisés pour équilibrer le pendule pesaient 1 000 lb chacun.
Le bâtiment de l'hôtel de ville pour lequel l'horloge a été construite a pris fin en 1961. Dans les années 1980, certaines parties de l'horloge ont été déplacées à la cour d'Edmonton de la place du portage. Les visages et les aiguilles de l'horloge actuelle sont des répliques des originaux. Les cloches ne sont pas celles de l'horloge de 1903 et les carillons sont désormais électroniques.
L'horloge a été inopérante pendant un certain nombre d'années en raison de dommages causés par un entrepreneur et plus tard en raison de dommages causés par un membre du public.